# گریس زابریسکی
گریس زابریسکی (انگلیسی: Grace Zabriskie؛ زادهٔ ۱۷ مهٔ ۱۹۴۱) یک هنرپیشه اهل ایالات متحده آمریکا است. وی از سال ۱۹۷۸ میلادی تاکنون مشغول فعالیت بوده است.

## بخشی از فیلمشناسی
از فیلم‌ها یا برنامه‌های تلویزیونی که وی در آن نقش داشته است می‌توان به آثار زیر اشاره کرد.
- نورما ری (۱۹۷۹)
- یک افسر و یک جنتل‌من (۱۹۸۲)
- راحتی بزرگ (فیلم) (۱۹۸۶)
- تقویت (فیلم ۱۹۸۸) (۱۹۸۸)
- ولگرد دراگ‌استورها (۱۹۸۹)
- مگاویل (۱۹۹۰)
- از ته دل وحشی (۱۹۹۰)
- بازی بچگانه ۲ (۱۹۹۰)
- آیداهوی اختصاصی خودم (۱۹۹۱)
- گوجه‌فرنگی‌های سبز سرخ‌شده (۱۹۹۱)
- فرنگولی: آخرین جنگل بارانی (۱۹۹۲)
- توئین پیکس: با من بر آتش برو (۱۹۹۲)
- حتی دختران گاوچران هم نغمه‌های بلوز را می‌فهمند (۱۹۹۳)
- منطقه فرود (فیلم ۱۹۹۴) (۱۹۹۴)
- عشق ظهر تاریکی (۱۹۹۵)
- حرامزاده خارج از کارولینا (۱۹۹۶)
- آرماگدون (۱۹۹۸)
- سرقت در ۶۰ ثانیه (فیلم ۲۰۰۰) (۲۰۰۰)
- عمل بد (۲۰۰۲)
- کینه (۲۰۰۴)
- امپراتوری درون (۲۰۰۶)
- جواز ازدواج (۲۰۰۷)
- قاضی (فیلم ۲۰۱۴) (۲۰۱۴)
- پولاروید (فیلم) (۲۰۱۹)
- سانتا باربارا (مجموعه تلویزیونی) (۱۹۸۵)
- توئین پیکس (۱۹۹۰–۱۹۹۱)
- ساینفلد (۱۹۹۲)
- رقص آب (۱۹۹۲)
- ساینفلد (۱۹۹۶–۱۹۹۸)
- هودینی (فیلم ۱۹۹۸) (۱۹۹۸)
- بال غربی (مجموعه تلویزیونی) (۲۰۰۰)
- نگهبان (مجموعه تلویزیونی آمریکایی) (۲۰۰۰)
- افسون‌شده (۲۰۰۳)
- متوسط (مجموعه تلویزیونی) (۲۰۰۵)
- عشق بزرگ (۲۰۰۶–۲۰۱۱)
- کشتن (مجموعه تلویزیونی) (۲۰۱۳)
- ری داناوان (۲۰۱۵)
- رانده‌شده (مجموعه تلویزیونی) (۲۰۱۶)
- رژیم غذایی سانتا کلاریتا (۲۰۱۷)
- توئین پیکس (فصل ۳) (۲۰۱۷)